# Much the Same
Pour les articles homonymes, voir Don't Look Down.
Much the Same est un groupe américain de punk rock, originaire de Chicago, dans l'Illinois. Le groupe commence en 1999 sous le nom de Don't Look Down et change pour Much the Same en 2001 après un conflit juridique avec le groupe Don't Look Down du New Jersey, aujourd'hui disparu. Ils sortent Quitters Never Win sur A-F Records en 2003, Survive en 2006.

## Histoire
Le groupe annonce sa reformation le 30 mars 2015 avec l'ancien batteur de Break the Silence, Mike Ford, à la batterie. En avril 2017, le groupe annonce le retour de Jevin en tant que batteur à temps plein, qui les accompagnera lors de leur première tournée en Amérique du Sud plus tard dans l'année. En août 2017, le groupe déclare que Dan est diagnostiqué d'un cancer de stade 3, et ne rejoindra pas le groupe sur leur tournée sud-américaine, ils déclarent également que John Feliciano, anciennement de Hit the Switch et One Last Chance, remplacera Dan. Le 10 janvier, ils publient la chanson Making Friends (original par Lagwagon) en numérique. 
Le 7 juin 2019, le groupe dévoile le premier single de leur nouvel album Everything Is Fine, intitulé Snake in the Grass. Un autre, intitulé You Used to have a Garden est aussi publié,. Everything Is Fine sort le 26 juillet 2019,. Le 28 novembre 2021, Much the Same annonce que Feliciano rejoignait le groupe en tant que membre permanent, faisant du groupe un cinq pièces pour la première fois de son existence.

## Discographie

### Albums studio
- 2001 : Caught Off Guar EP (Tank Records)
- 2003 : Quitters Never Win (A-F Records)
- 2006 : Survive (Nitro Records)
- 2019 : Everything Is Fine (Lockjaw Records, Thousand Islands Records, Pee Records)

### Apparitions
- 1999 : Fun With Dirt: The Greatest Bands You've Never Heard (1999, Fun With Dirt Records) : Father and Son (Original Version)
- 2000 : Fun With Dirt 2: Songs You'll Like If You Have Good Taste (2000, Fun With Dirt Records) : Sample
- 2002 : 2 Sugar Sampler Vol. 2 (2002, Jumpstart Records) : Quitters Never Win (Demo version)
- 2006 : One of a Kind (Demo version)
- 2006 : I Killed Punk Rock (2006, Bouncing Betty Records) : The Greatest Betrayal (Demo Version)
- 2006 : HAIR: Chicago Punk Cuts (2006, Thick Records) : The Greatest Betrayal (Alternate demo version)